# شهرستان کلی (شهرستان همیلتون، ایندیانا)
شهرستان کلی، شهرستان همیلتون، ایندیانا (به انگلیسی: Clay Township) یک شهر در ایالات متحده آمریکا است که در شهرستان همیلتون، ایندیانا واقع شده‌است. شهرستان کلی ۸۳٬۲۹۳ نفر جمعیت دارد و ۲۵۷ متر بالاتر از سطح دریا واقع شده‌است.